# Trichrous nigripes
Trichrous nigripes là một loài bọ cánh cứng trong họ Cerambycidae.